# TT186
La tombe thébaine TT 186 est située à El-Khokha, dans la nécropole thébaine, sur la rive ouest du Nil, face à Louxor en Égypte.
C'est la sépulture de Ihy (Jhj), gouverneur, datant de la Première Période intermédiaire.